# سد وادي عياش
سد وادي عياش هو سد في المملكة العربية السعودية افتتح في عام 2005 ويقع في منطقة عسير. الغرض الرئيسي من السد هو السيطرة على الفيضانات.

## تاريخ
تم افتتاح السد في عام 2005 والغرض الرئيسي من إنشاء السد هو السيطرة على الفيضانات وتوفير مياه الشرب لمركز بني عمرو إذ يعتبر والذي يعتبر المصدر الوحيد للمياه.

## محطة تحلية المياه
أنجزت محطة تحلية المياه على ضفاف وادي سد عياش بمركز بني عمرو شمال محافظة النماص والتي توفير المياه العذبة لسكان مركز بني عمرو.

## الطابع السياحي
تعتبر المناطق المحاذية للسد مركز لاستقبال السياح من مختلف مناطق المملكة ومن دول الخليج. حيث تحولت المظلات على سد وادي عياش بمركز بني عمرو (شمال النماص) إلى منطقة سياحية جذابة

## حالة
تقلص حجم السد التخزيني بسبب تراكم الأتربة على مر السنين بنسبة 60% من مساحة السد، إضافة إلى طمر الأتربة للأشجار التي تقع على جوانبه.